# Boraras
Genre
Boraras est un genre de poissons de la famille des Cyprinidae. Ils sont communément appelés des rasboras.

## Liste des espèces
Selon FishBase (16 février 2020) :
- Boraras brigittae (Vogt, 1978)
- Boraras maculatus (Duncker, 1904)
- Boraras merah (Kottelat, 1991)
- Boraras micros Kottelat & Vidthayanon, 1993
- Boraras naevus Conway & Kottelat, 2011
- Boraras urophthalmoides (Kottelat, 1991)

Selon NCBI (16 février 2020) :
- Boraras brigittae
- Boraras maculatus
- Boraras merah
- Boraras micros
- Boraras urophthalmoides